# Parafia św. Anny w Królowym Moście
Parafia św. Anny – parafia prawosławna w Królowym Moście, w dekanacie Gródek diecezji białostocko-gdańskiej.
Na terenie parafii funkcjonuje 1 cerkiew:
- cerkiew św. Anny w Królowym Moście – parafialna

W obrębie parafii znajdują się 2 kaplice:
- w Nowosiółkach – murowana;
- w Raduninie – drewniana, wzniesiona z inicjatywy Włodzimierza Mielnickiego[1].

## Historia
W 1857 właściciel majątku Królowy Most Jakub Sakowicz wybudował we wsi murowaną kaplicę rzymskokatolicką. 29 listopada 1864 władze carskie zamknęły ją, a w 1870 przekazały w użytkowanie wiernym prawosławnym. 21 listopada 1870 kaplica została wyświęcona pod wezwaniem św. Aleksandra Newskiego. Część uposażenia cerkwi i dzwony były wypożyczone z Gródka. Cerkiew należała do parafii w Gródku, a od 1888 zarządzana była przez archimandrytę monasteru supraskiego. W latach 1888–1889 wykonano remont. W 1893 Eugenia Hasbach, właścicielka sąsiedniego majątku, przekazała na potrzeby cerkwi w Królowym Moście ok. 35 ha ziemi. 
Powołanie parafii jest datowane na rok 1900 i było związane z utworzeniem prawosławnej diecezji grodzieńskiej. W jej skład weszły miejscowości z dotychczas istniejących parafii w Supraślu, Gródku i Zabłudowie. W 1904 rozpoczęto budowę plebanii, domu psalmisty i szkoły parafialnej, a w 1913 nowej cerkwi parafialnej pod wezwaniem św. Anny. Do czasu ewakuacji proboszcza ks. Owczarewicza i części prawosławnych parafian (tzw. bieżeństwo), tj. do 1915, wzniesiono ściany świątyni i przykryto tymczasowym dachem.
W okresie po I wojnie światowej parafia prawosławna w Królowym Moście została zlikwidowana, ludność dołączono do cerkwi w Gródku. W 1919 miejscowy dziedzic rotmistrz Józef Młodecki  przejął zabudowania parafialne i nieukończoną cerkiew na cele mieszkalne i gospodarcze (stare zabudowania majątku uległy zniszczeniu podczas wojny). Kaplicę św. Aleksandra Newskiego zwrócono katolikom. Dopiero w 1928 zwrócono nową cerkiew prawosławnym i zezwolono ks. Piotrowi Martyniukowi na odprawianie nabożeństw, władze jednak nie wyraziły zgody na utworzenie etatowej parafii. Przystąpiono do naprawy zniszczeń wojennych i prac wykończeniowych w budowanej cerkwi. Odzyskano część wyposażenia, które było przechowywane w Gródku i Supraślu. W 1928 sprowadzono ikonostas z likwidowanej cerkwi w Grodnie.
W 1936 Królowy Most stał się oficjalnie filią prawosławnej parafii w Gródku. Wiosną 1935 Włodzimierz Wasilewicz, malarz z Supraśla, rozpoczął rozpisywanie fresków w budynku cerkwi w Królowym Moście. Prace ukończono przed 1939. W 1940 reaktywowano samodzielną parafię w Królowym Moście. Świątynię konsekrował 26 maja 1942 biskup Benedykt (Bobkowski).
3 lutego 1991 częściowo spłonął budynek plebanii. Dzięki ofiarności parafian plebanię w krótkim czasie wyremontowano.
Do parafii należą obecnie miejscowości: Królowy Most, Borki, Downiewo, Kołodno, Lipowy Most, Nowosiółki, Pieszczaniki, Podzałuki, Przechody, Radunin, Sofipol, Załuki i Zasady, z ogólną liczbą 310 wiernych.

## Proboszczowie
- 1900      – ks. Prokop Łotocki
- 1900–1915 – ks. Włodzimierz Owczarewicz
- 1928–1939 – ks. Piotr Martyniuk (administrator)
- 1940–1949 – ks. Włodzimierz Żuk
- 1949–1950 – ks. Mikołaj Pasternacki
- 1950–1954 – ks. Antoni Tatiewski
- 1955–1969 – ks. Jan Bandałowski
- 1969–1971 – ks. Rafał Czystowski
- 1971–1982 – ks. Włodzimierz Misiejuk
- 1982–1983 – ks. Anatol Konach
- 1983–1992 – ks. Eugeniusz Michalczuk
- 1992–1999 – ks. Jan Pietruczuk
- 1999–2021 – ks. Eugeniusz Kosakowski
- od 2021 – ks. Radosław Kondraciuk[2]

## Galeria

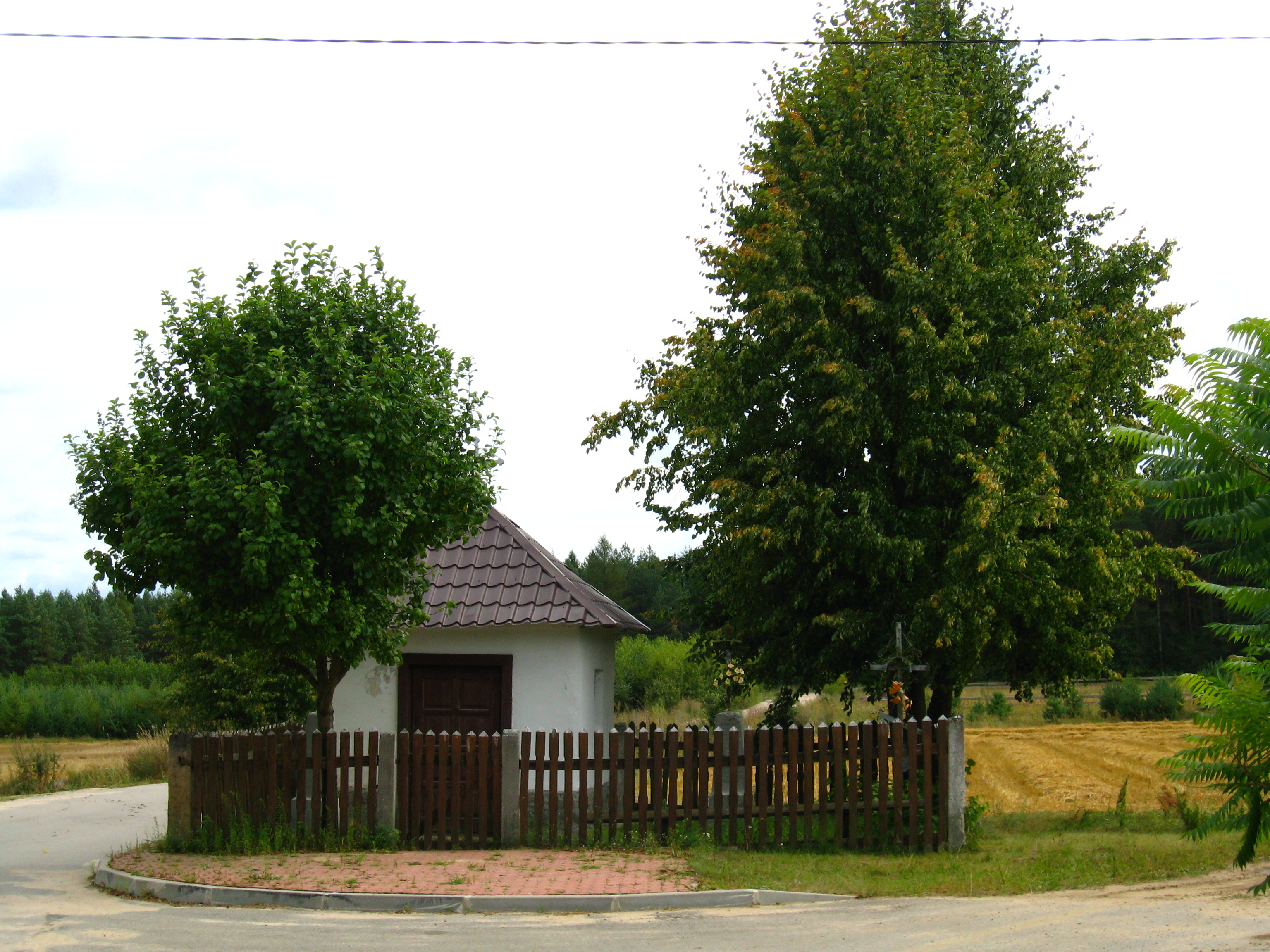
Kapliczka w Nowosiółkach
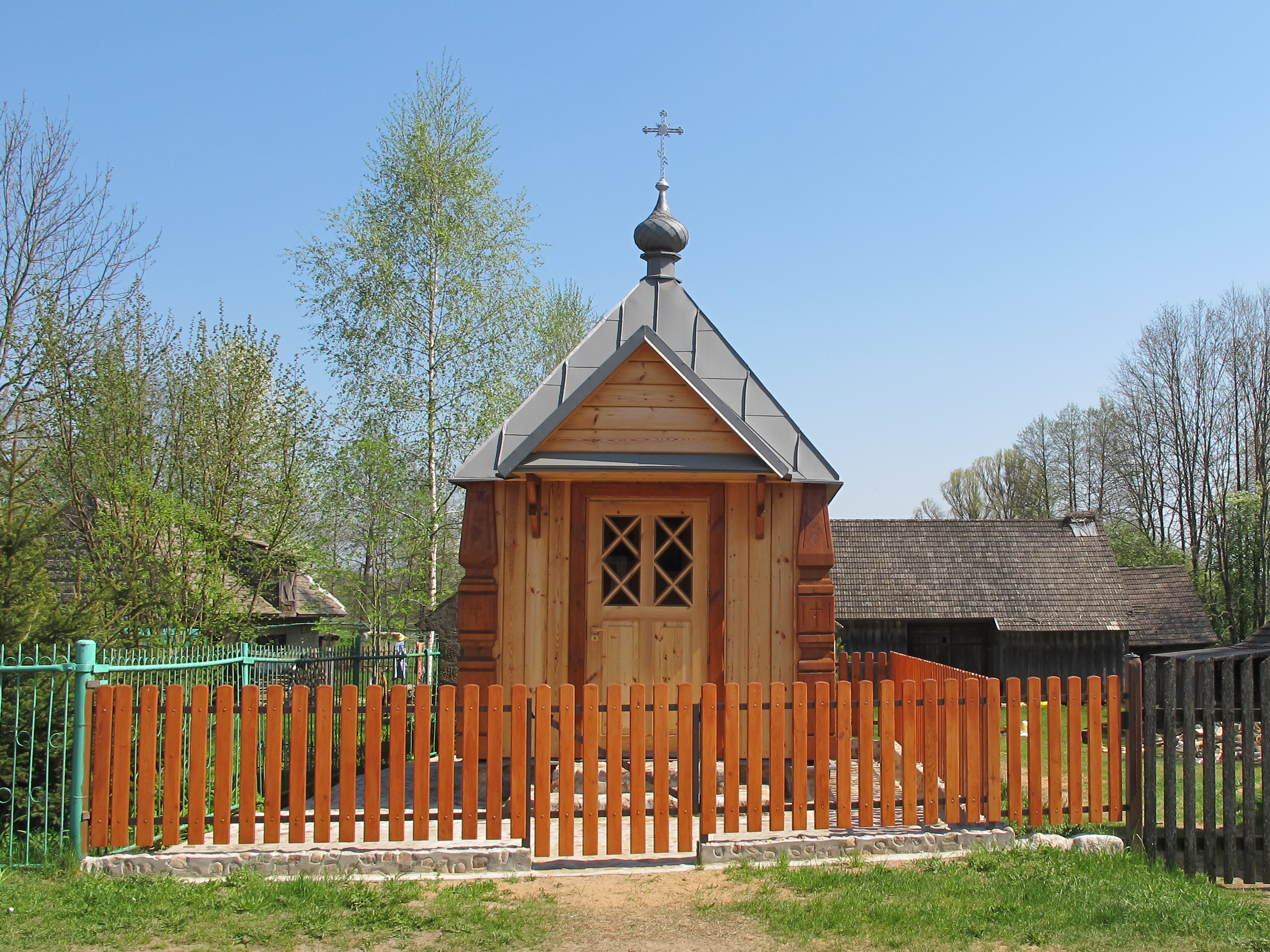
Kapliczka w Raduninie